# Rathaus (Heiligenstadt in Oberfranken)

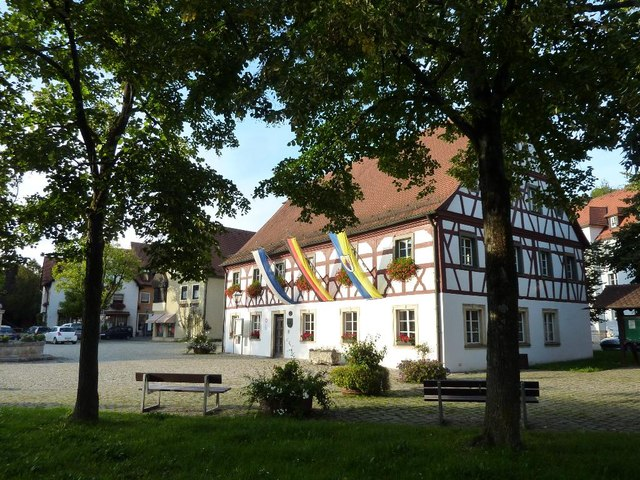
Rathaus in Heiligenstadt in Oberfranken

Das Rathaus in Heiligenstadt in Oberfranken, einer Marktgemeinde im Landkreis Bamberg in Bayern, wurde im 17./18. Jahrhundert errichtet. Das heutige Rathaus und ehemalige Schulhaus am Marktplatz 20 ist ein geschütztes Baudenkmal.
Der zweigeschossige Krüppelwalmdachbau hat ein massives Erdgeschoss und ein Fachwerkobergeschoss, das mit Andreaskreuzen verziert ist.